# Puchy
Puchy – kolonia w Polsce położona w województwie łódzkim, w powiecie pajęczańskim, w gminie Nowa Brzeźnica.
W latach 1975–1998 miejscowość administracyjnie należała do województwa częstochowskiego.